# R5
„R5“ е американска алтернатив рок, поп-рок, поп, пънк-поп група.

## История
R5 е американска поп рок група сформирана в Лос Анджелис, Калифорния, през 2009 г. Групата се състои от Рос Линч, Райкър Линч, Роки Линч, Райдел Линч и Елингтън Ратлиф. Приели името R5, защото всички на техните имена започват с буквата „R“. През март 2010 г. те самостоятелно записват EP, Ready Set Rock и през септември излиза дебютния албум с Hollywood Records. Второто EP, Loud, е издадено на 19 февруари 2013 г., който включва водещия сингъл и главната песен „Loud“, дебютен сингъл от предстоящия албум. Първият завършен албум на групата, Louder, е издаден на 24 септември 2013 г. и албумът включва не само четири песни от Loud, но също така и седем нови песни. Премиерата на втория сингъл от албума, „Pass Me By“, излиза на 16 август по Radio Disney, а музикалното видео – на 29 август на Disney Channel и е на разположение за публично гледане Vevo канала на бандата. Третият сингъл, „(I Can't) Forget About You“, е издаден на 25 декември 2013 г. и достига номер 47 на Billboard Digital Pop Songs, както и четвъртия сингъл „One Last Dance“ на 29 май 2014 г.
Третото EP, озаглавено Heart Made Up On You, е издадено на 22 юли 2014 и едноименният сингъл на 1 август 2014 г. Те направили южноамериканско турне с цел да промотират новото EP и автограф сесия в Буенос Айрес, Аржентина, където снимат видео и на 16 ноември 2014 г. групата издава първия сингъл от втория албум, „Smile“. На 13 февруари 2004 г. групата издава втория сингъл „Let's Not Be Alone Tonight“ от втория си студиен албум. R5 също имат филм, под името на „All day, all night“ което ще се прожектира на големия екран само веднъж, в избрани кина в Щатите на 16 април 2015 г.

## Албуми

### Louder – 2013
1. Pass Me By
2. (I Can't) Forget About You
3. Ain't No Way We're Goin' Home
4. I Want U Bad
5. If I Can't Be With You
6. Love Me Like That
7. One Last Dance
8. Loud
9. Fallin'For You
10. Cali Girls
11. Here Gomes Forever

### Heart Made Up On You EP – 2014
1. Heart Made Up On You
2. Things Are Lookin' Up
3. Easy Love
4. Stay With Me

### Sometime Last Night – 2015
1. All Night
2. Wild Hearts
3. Dark Side
4. Let's Not Be Alone Tonight
5. Repeating Days
6. Smile
7. Lightning Strikes
8. F.E.E.L.G.O.O.D.
9. I Know You Got Away
10. Do It Again
11. Did You Have Your Fun.

### New Addictions EP – 2017
1. If
2. Red Velvet
3. Lay Your Head Down
4. Trading Time
5. Need You Tonight